# 维也纳瓦尔德
维也纳瓦尔德是奥地利下奥地利州默德灵县的一个市镇。总面积48.16平方公里，总人口2462人，人口密度51.1人/平方公里（2005年）。